# 순창군 (선거구)
순창군은 대한민국의 옛 국회의원 선거구이다. 당시 전라북도 순창군 지역을 관할했다.

## 역사
제헌 국회의원 선거를 앞두고 순창군 전 지역을 관할하는 선거구로 신설되었다.
제6대 국회의원 선거를 앞두고 임실군 선거구와 통합되면서 임실군·순창군 선거구를 이루게 됨에 따라 폐지되었다.

## 역대 국회의원
| 선거   | 정당 | 정당       | 의원   |
| ------ | ---- | ---------- | ------ |
| 1948년 |      | 한국민주당 | 노일환 |
| 1950년 |      | 무소속     | 김정두 |
| 1954년 |      | 자유당     | 임차주 |
| 1958년 |      | 자유당     | 임차주 |
| 1960년 |      | 민주당     | 홍영기 |

## 역대 선거 결과

### 대한민국 제헌 국회의원 선거
|  | 73.15% |

|  | 26.84% |

### 대한민국 제2대 국회의원 선거
|  | 27.89% |

|  | 17.51% |

|  | 17.18% |

|  | 16.33% |

|  | 11.56% |

|  | 9.51% |

### 대한민국 제3대 국회의원 선거
|  | 38.73% |

|  | 26.10% |

|  | 25.09% |

|  | 10.06% |

### 대한민국 제4대 국회의원 선거
|  | 59.18% |

|  | 29.69% |

|  | 11.11% |

### 대한민국 제5대 국회의원 선거
|  | 51.55% |

|  | 44.60% |

|  | 3.84% |